# Vesting (verdedigingswerk)

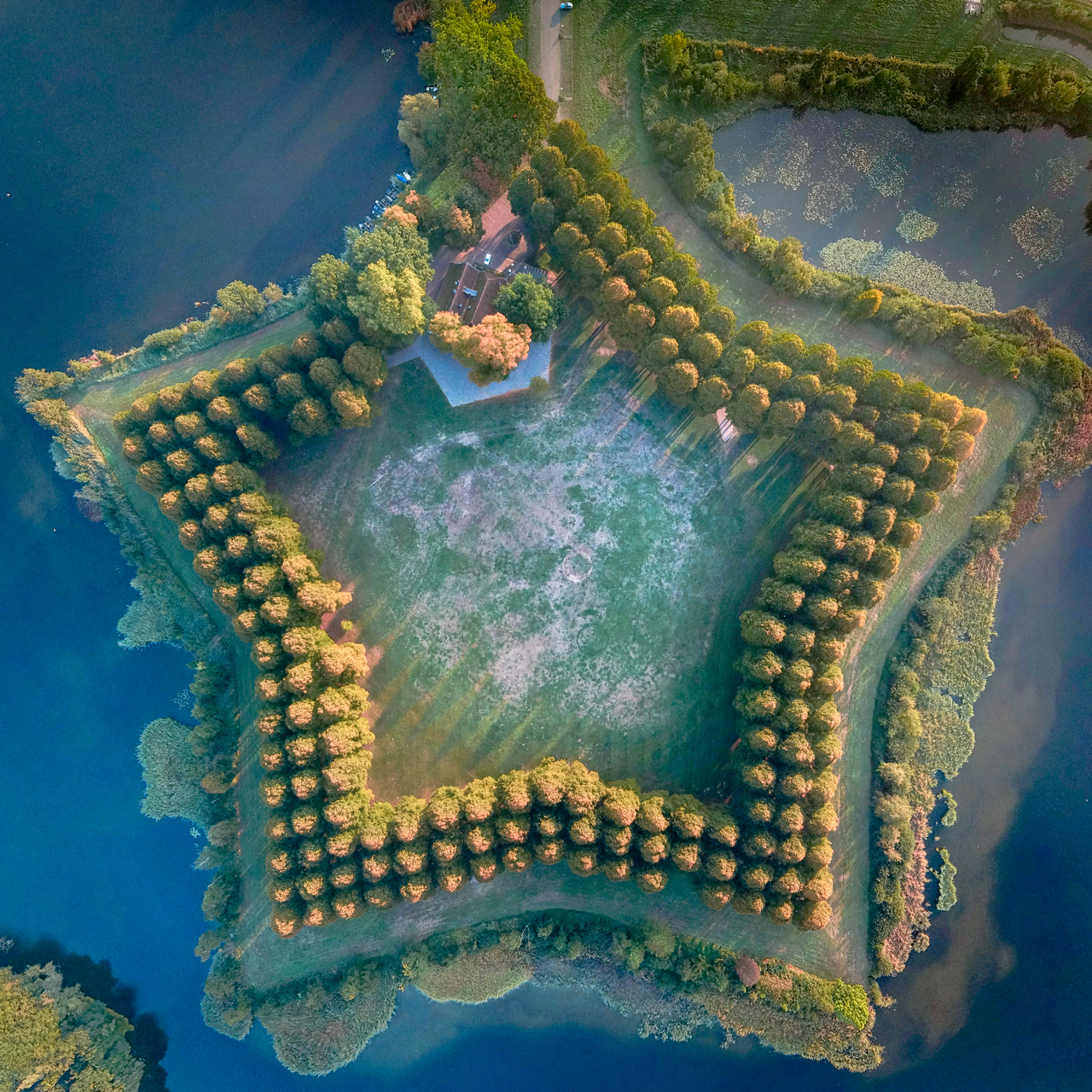
Reconstructie van de Pettelaarse Schans aan de zuidzijde van 's-Hertogenbosch

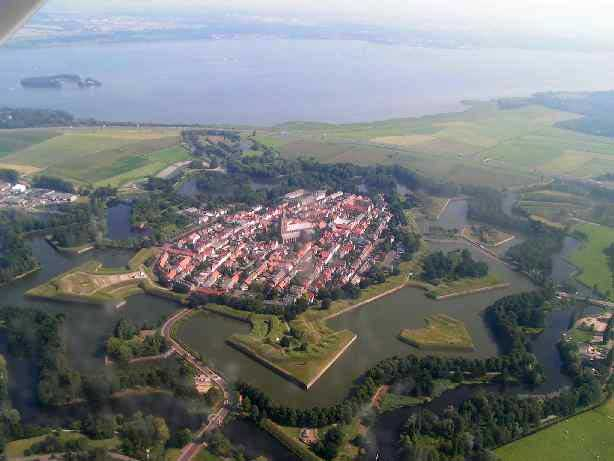
Vestingstad Naarden

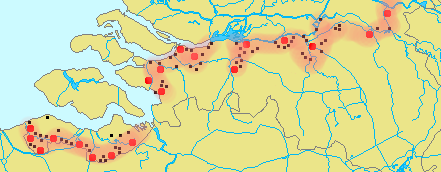
De verdedigingslinie "Zuiderfrontier" met vestingsteden in Zeeland, Noord-Brabant en Gelderland

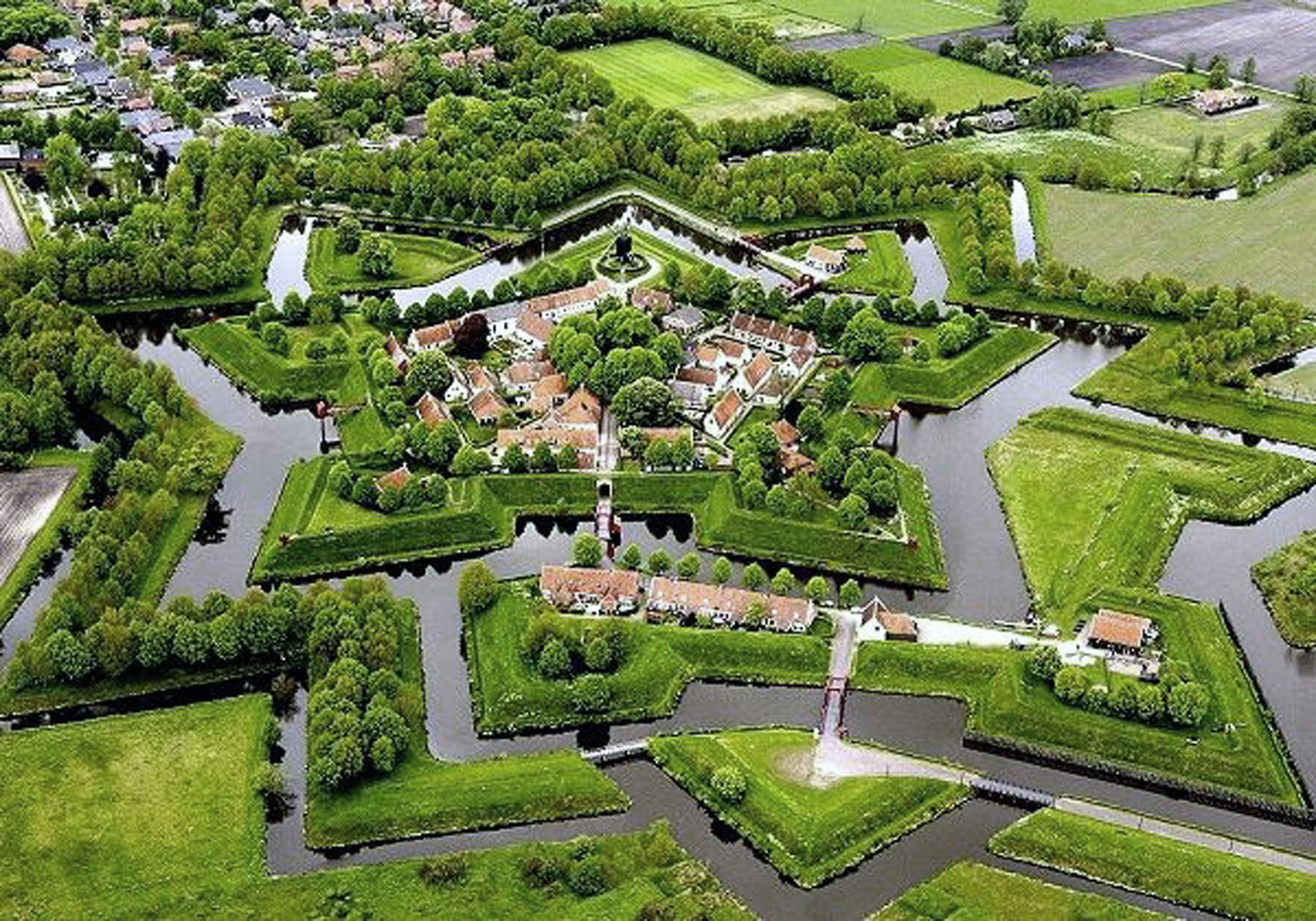
Vestingsstad Bourtange in Groningen

Een vesting, ook wel fortificatie, vest, veste, versterking of verdedigingswerk genoemd, is een middel om een stad, een kasteel of zelfs een land te verdedigen tegen vijandelijke invallen. Onderscheiden worden forten, kastelen en vestingsteden. Met een vesting wordt vaak een vestingstad bedoeld. De wetenschap die zich bezighoudt met vestingen wordt "vestingbouwkunde" genoemd. In tegenstelling tot een fort woonden in een vesting niet alleen militairen maar ook burgers.

## Definitie
Een vesting kan veel vormen hebben, doordat de krijgskunde in de loop van de eeuwen sterk veranderd is. Wat onder een vesting verstaan wordt, kan variëren van een stadswal met stenen muren en torens, een omwalling van aarde met bastions en ravelijnen tot zelfs een complex van betonnen bunkers en tankgrachten.
Is een stad voorzien van verdedigingswerken, dan is het nog geen vesting of vestingstad, enkel steden die op een strategisch belangrijk punt lagen en belangrijk waren voor de landsverdediging, kan men als echte vestingstad beschouwen. Het zijn ook deze steden waarbij de vestingwallen steeds werden gemoderniseerd en onderhouden, en waarvan in sommige gevallen nu nog de imposante verdedigingswerken te zien zijn. Veel andere versterkte steden hadden wel verdedigingswerken, maar deze fungeerden enkel ter verdediging van de eigen stad en dan vooral tegen roversbenden en ander gespuis. Zij konden zich maar zeer zelden verdedigen tegen georganiseerde legers. De wallen van deze steden bestonden niet zelden enkel uit de oude middeleeuwse muren, eventueel aangeaard. Denk hierbij aan steden als Vianen, Brielle, Lier, Leerdam of Culemborg.
Een voorbeeld van een stad die in beide categorieën past, is Sittard. Deze stad was lange tijd een belangrijke en imposante vesting. Na door de Fransen in de 17e eeuw te zijn veroverd en nagenoeg verwoest, werd de stad gedwongen haar vestingwerken af te breken. Wel bleef de oude middeleeuwse muur grotendeels staan om de stad te kunnen verdedigen tegen muitende troepen en roversbenden. Grote delen van deze muur zijn nu nog te zien.
Hetzelfde geldt voor kastelen. Kastelen die een rol bleven vervullen in de landsverdediging, bijvoorbeeld als reduit van een fort, en die een strikt militaire rol vervulden, waren vestingen (bijvoorbeeld het Muiderslot en Slot Loevestein). Een kasteel dat een residentiële functie had en enkel verdedigingswerken had ter bescherming van de inwonenden, was geen vesting (bijvoorbeeld Kasteel Duurstede, Kasteel Hoensbroek en Kasteel Doorwerth).

## Vestingbouw
Net als andere takken van wetenschap en techniek, is er een eigen terminologie voor de vestingbouw.
Een bekende vestingbouwer was de Vauban 1633-1707, die onder Lodewijk XIV in Frankrijk een groot aantal vestingen bouwde en steden ombouwde tot vestingstad.
Nederlandse en Belgische vestingbouwers waren:
- Hans Vredeman de Vries 1526 - 1609
- Adriaen Anthonisz 1541 - 1620
- Simon Stevin 1548 - 1620
- Johan van Valckenburgh ± 1575 - 1625
- Henrick Ruse 1624 - 1679
- Menno van Coehoorn 1641 - 1704
- Johannes Teiler 1648 - ca. 1709
- Henri Alexis Brialmont 1820 - 1903